# 阿斯泰里克斯公園
阿斯泰里克斯公園（法語：Parc Astérix）是法國的一座主題樂園，位於巴黎郊外，有地下鐵可以直達。這座公園以法國最受歡迎的卡通阿斯泰利克斯历险记為主題。公園開業於1989年，總面積33公頃。公園內有眾多以古羅馬和古希臘為主題的遊樂設施。現在阿斯泰里克斯公園是法國最受歡迎的主題公園之一，入場人數堪比巴黎迪士尼樂園。

## 外部連結
- Parc Astérix - Site officiel （页面存档备份，存于）